# Chminianske Jakubovany
Chminianske Jakubovany (Hongaars: Jakabvágása) is een Slowaakse gemeente in de regio Prešov, en maakt deel uit van het district Prešov.
Chminianske Jakubovany telt 1.960 inwoners.

## Bevolking
In 2021 telde de gemeente Chminianske Jakubovany 2.775 inwoners. Hiervan waren er 1.270 tussen de 0-14 jaar (45,77%), gevolgd door 1.418 personen tussen de 15-64 jaar (51,1%) en tot slot waren 87 personen 65 jaar of ouder (3,14%). Chminianske Jakubovany is hiermee de gemeente met het hoogste percentage kinderen in Slowakije. Daarentegen is het percentage ouderen relatief laag, waarmee het de negende plaats in de lijst van de top 10 minst vergrijsde gemeenten van Slowakije inneemt.
Abranovce · Bajerov · Bertotovce · Brestov · Bretejovce · Brežany · Bzenov · Čelovce · Červenica · Demjata · Drienov · Drienovská Nová Ves · Dulova Ves · Fintice · Fričovce · Fulianka · Geraltov · Gregorovce · Haniska · Hendrichovce · Hermanovce · Hrabkov · Chmeľov · Chmeľovec · Chmiňany · Chminianska Nová Ves · Chminianske Jakubovany · Janov · Janovík · Kapušany · Kendice · Klenov · Kojatice · Kokošovce · Krížovany · Kvačany · Lada · Lažany · Lemešany · Lesíček · Ličartovce · Lipníky · Lipovce · Ľubotice · Ľubovec · Lúčina · Malý Slivník · Malý Šariš · Medzany · Miklušovce · Mirkovce · Mošurov · Nemcovce · Okružná · Ondrašovce · Ovčie · Petrovany · Podhorany · Podhradík · Prešov · Proč · Pušovce · Radatice · Rokycany · Ruská Nová Ves · Sedlice · Seniakovce · Suchá Dolina · Svinia · Šarišská Poruba · Šarišská Trstená · Šarišské Bohdanovce · Šindliar · Široké · Štefanovce · Teriakovce · Terňa · Trnkov · Tuhrina · Tulčík · Varhaňovce · Veľký Slivník · Veľký Šariš · Víťaz · Vyšná Šebastová · Záborské · Záhradné · Zlatá Baňa · Žehňa · Žipov · Župčany